# 聖雅各伯堂
聖雅各伯堂（英語：St. James' Church）是一座香港天主教教堂，由天主教香港教區管理。位於九龍油塘嘉榮街8號，建立於1952年10月13日。

## 堂區服務範圍
聖雅各伯堂區服務的範圍包括油塘的油塘工業村、油塘中心、油塘邨、鯉魚門邨、高宏苑（興建中）、油翠苑、油麗邨、高怡邨、高翔苑、高俊苑和油美苑等等。

## 堂區歷史
聖母聖心會會士雷振東神父於1962年初到鯉魚門，開始了聖雅各伯堂信仰團體，並救助貧民。在當地的鄉長協助下，設立診所，並開辦德基天主教學校，供教育學童和傳教之用。同年7月25日聖雅各伯曕日，雷神父在學校舉行首台彌撒。雷神父任為聖雅各伯堂首任主任司鐸。其後，小堂和在小堂的聖母巖也建成。在1963年8月15日建堂一週年紀念日，由當時的惠化民主教和陳伯良副主教席揭幕，並施放堅振。
1965年，政府於油塘興建徙置區，教會的服務擴至該區。隨後數年，聖母聖心會和中華無原罪聖母女修會，先後在區內開辦聖雅各伯幼稚園、曉明學校、普澤小學、聖安當小學、普照書院、聖安當女書院、普賢社區中心。
1988年，當時的主任司鐸田恒利神父經過多次向政府申請，終於獲得政府批准賣地。位於鯉魚門及油塘交界的聖雅各伯堂於1988年10月動工，並於1990年建成，在12月2日由胡振中樞機祝聖。同年，油塘徙置區和高超道屋邨清拆重建，教友參與彌撒的人數銳減至三十人，德基學校鯉魚門小堂舊址亦荒棄。至2011年，聖雅各伯堂的教友人數回升至三百多人，堂區的牧民工作亦將展開新的一頁。

## 建築風格
聖雅各伯堂主要的構思是來自聖母聖心會的荷蘭籍田恒利神父，由田神父與陳仔記建築公司所聘請的梁伯仁建築師興建。聖堂在1988年10月起動工，歷時約19個月建成。1990年6月17日舉行第一台彌撒。

### 聖堂外貌
聖雅各伯堂是一座3層高、紅磚綠瓦、半中國式的建築，分別作聖堂及幼稚園用途。外圍是一個三角形的白色圍牆，圍牆帶有中國傳統代表君子和義人的竹子柱形設計。三角形的圍牆給予足夠的空間作幼稚園操場和停車場之用。

### 聖堂內貌
聖堂內採取梵二之新思維，盡量縮短教友與主祭之間的距離。教友的座位採用扇形排列，讓教友更接近祭台和主禮。聖堂的內部設計希望可作多功能活動。以往祭台是放在台上，可活動的空間較少。後來由於區內重建，教友數目驟減，因此遂把祭台放在台下，讓教友能更易親近主禮，亦可增加團體感。堂外的中式的設計延伸至聖堂內部，包括祭台、聖體櫃及其他傢俬。聖堂建成至今，有一次較大的改動，便是將原在二樓的小聖堂移至地下。小聖堂的環境寧靜，地方雖小卻能放置了14處苦路。聖堂二樓全層是幼稚園，三樓是神父宿舍、慕道室、會議室、厨房、主日學課室及聖堂對上的空間（前為普賢中心所用）供堂區慶典聯誼之用。

## 堂區主保

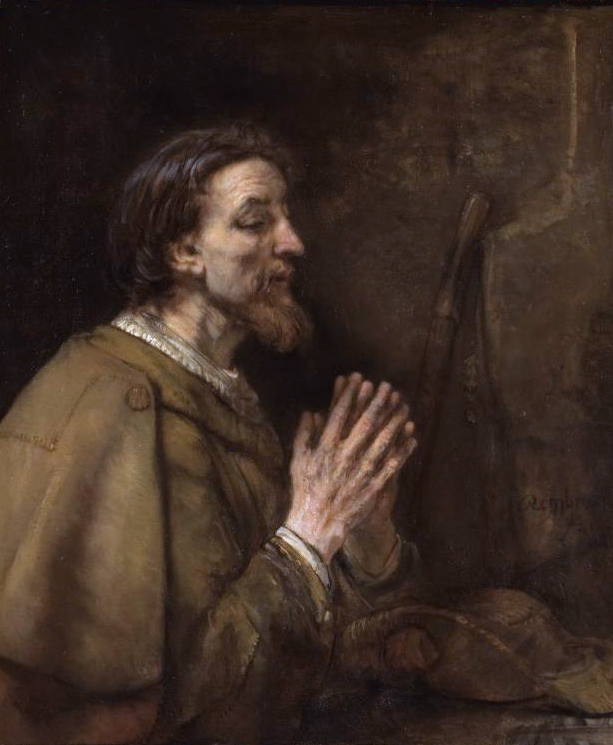
聖雅各伯

載伯德的兒子雅各伯（英語：James, son of Zebedee），當伯多祿把船借給耶穌用，並順服主的指示下網，圈住許多魚時，雅各被招呼前去幫助，把魚裝滿了兩條船，在驚訝之時，聽見主呼召的應許：「要得人如得魚」，他便與彼得他們一同撇下所有的，跟從主耶穌，作得人的漁夫。

## 彌撒及禮儀時間

### 彌撒
- 主日彌撒：09:00（粤語）
- 平日彌撒：07:00（粤語）

## 外部連結
- 聖雅各伯堂網站 （页面存档备份，存于）